# Córner
Un córner és una manera de reprendre el joc al futbol. Es va idear a Sheffield sota les normes de Sheffield el 1867. La federació anglesa ho va adoptar el 17 de febrer de 1872.
Es produeix cada cop que un jugador —voluntàriament o involuntàriament— fa sortir la pilota del camp per la línia de fons on defensa en aquell moment.
Treu, amb el peu, des de la cantonada del camp de futbol l'equip contrari al del darrer jugador en tocar la pilota abans de sortir del terreny de joc.

## Procediment
L'àrbitre assistent podrà assenyalar el córner alçant la seva bandera i assenyalant a la cantonada del seu costat del terreny de joc; tanmateix, això no indica per quina cantonada s'ha de reprendre del joc. L'àrbitre, després, concedeix el córner assenyalant la corresponent cantonada.
Quan es fa el llançament de córner, la pilota és inicialment a l'interior de l'arc que es troba a la cantonada més propera al punt on la pilota ha sortir fora del terreny de joc. L'arc de la cantonada està situat a la intersecció de la línia de contacte i de la línia de contacte i té un radi de tres peus (1 iarda. Els defenses han d'estar a 9,15 metres (10 iardes) des de la cantonada fins que es faci el servei des de la cantonada.
El lateral atacant pot marcar directament des del xut del córner, tot i que és poc habitual.
Un jugador atacant que rep directament la pilota des d'un servei córner no pot ser penalitzat per fora de joc.

### Les infraccions
Els jugadors oposats han d'eliminar la distància requerida, tal com s'ha dit anteriorment. Faltes i mal comportament poden ser castigades per una targeta groga.
El jugador que ha efectuat el serevi de córner no pot tocar la pilota una segona vegada fins que hagi estat tocat per un altre jugador, fins i tot si la pilota hagués tocat un pal de la porteria; això és punible amb un tir lliure indirecte, tret que el segon toc sigui també un delicte de manipulació greu, en aquest cas un tir lliure directe es concediria a l'equip defensor.

## Gol olímpic

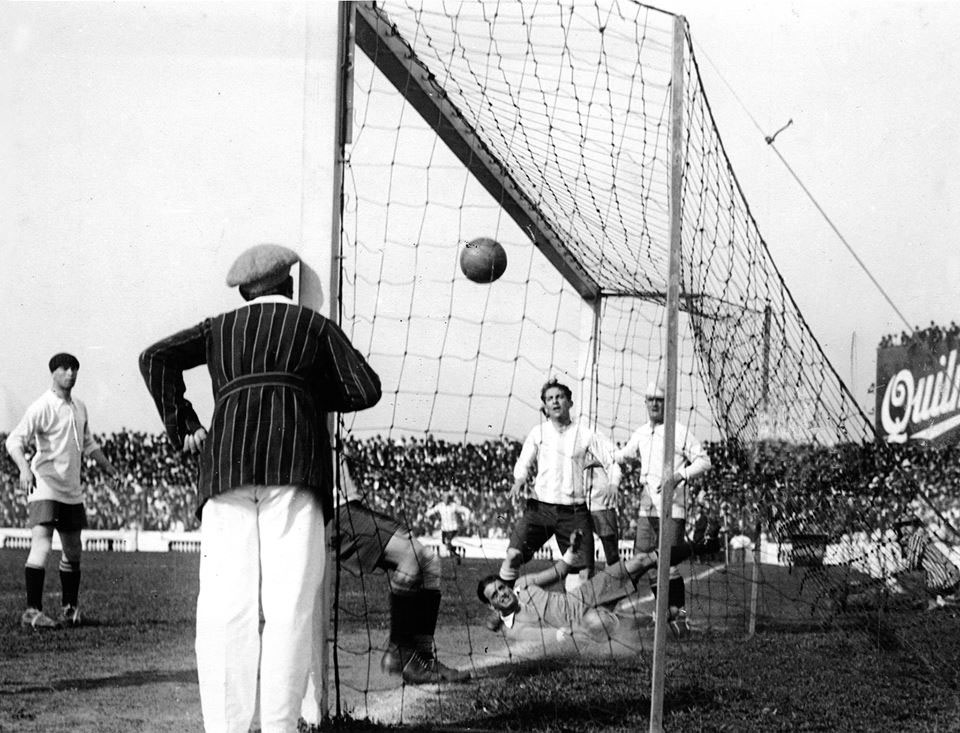
Cesáreo Onzari marca per la selecció de futbol nacional de l'Argentina contra la Uruguai a l'Estadi Sportivo Barracas. Aquest va ser el primer gol que es va marcar de forma directa, el 1924.

És possible marcar directament des del llançament de cantonada si es dona suficient efecte a la puntada de peu, i/o hi ha un vent prou fort que bufa en direcció a la porteria. Aquest tipus d'objectius s'anomena gol olímpic. El nom data del 2 d'octubre de 1924, pocs mesos després que IFAB legalitzés aquests gols (concretament el 14 de juny de 1924), quan Cesáreo Onzari d'Argentina va marcar contra l'Uruguai, que acabava de guanyar el títol olímpic de 1924.
Tot i que la FIFA afirma que el primer gol d'un córner va ser marcat per Billy Alston a Escòcia el 21 d'agost de 1924, de fet, el gol d'Alston va ser en una rematada de cap el 23 d'agost de 1923.